# 통영한산대첩축제
통영한산대첩축제는 경상남도 통영시에서 개최하는 지역 축전이다. 1962년부터 매년 8월에 개최되고 있다. 한산대첩을 승리로 이끈 성웅 이충무공의 구국정신을 기리고, 한산대첩을 기념하기 위해 개최했다.